# Tōgō Heihachirō
Pour les articles homonymes, voir Togo (homonymie).
Tōgō Heihachirō est un nom japonais traditionnel ; le nom de famille (ou le nom d'école), Tōgō, précède donc le prénom (ou le nom d'artiste).
Tōgō Heihachirō, 1er marquis Tōgō (東郷 平八郎) (27 janvier 1848 - 30 mai 1934) est un amiral de la Marine Impériale japonaise et un de ses plus grands héros, souvent décrit par les journalistes occidentaux comme le « Nelson de l'Orient ». Formé par la marine britannique, il prit part aux premiers combats de la première guerre sino-japonaise, commanda l'ensemble de l'escadre japonaise lors de la guerre russo-japonaise de 1904-1905, et remporta une large victoire lors de la bataille de Tsushima.

## Jeunesse
Tōgō naît le 27 janvier 1848 dans le quartier de Kachiyacho de la ville de Kagoshima, dans ce qui est à l'époque du Japon féodal le fief de Satsuma (aujourd'hui la préfecture de Kagoshima). Son père est un samouraï servant le clan Shimazu. Tōgō a trois frères.
Kachiyacho est l'un des quartiers abritant les samouraïs de Kagoshima, et dans lequel de nombreuses autres figures influentes de l'ère Meiji (1868-1912) sont nés, tels que Saigō Takamori et Ōkubo Toshimichi. Ils s'élèveront à des positions prééminentes sous l'empereur Meiji grâce à l'appui du clan Shimazu, facteur décisif tant sur le plan militaire que politique dans la guerre de Boshin contre le shogunat Tokugawa et plus généralement dans la restauration Meiji.

## La fin du shogunat, guerre de Boshin (1863-1869)

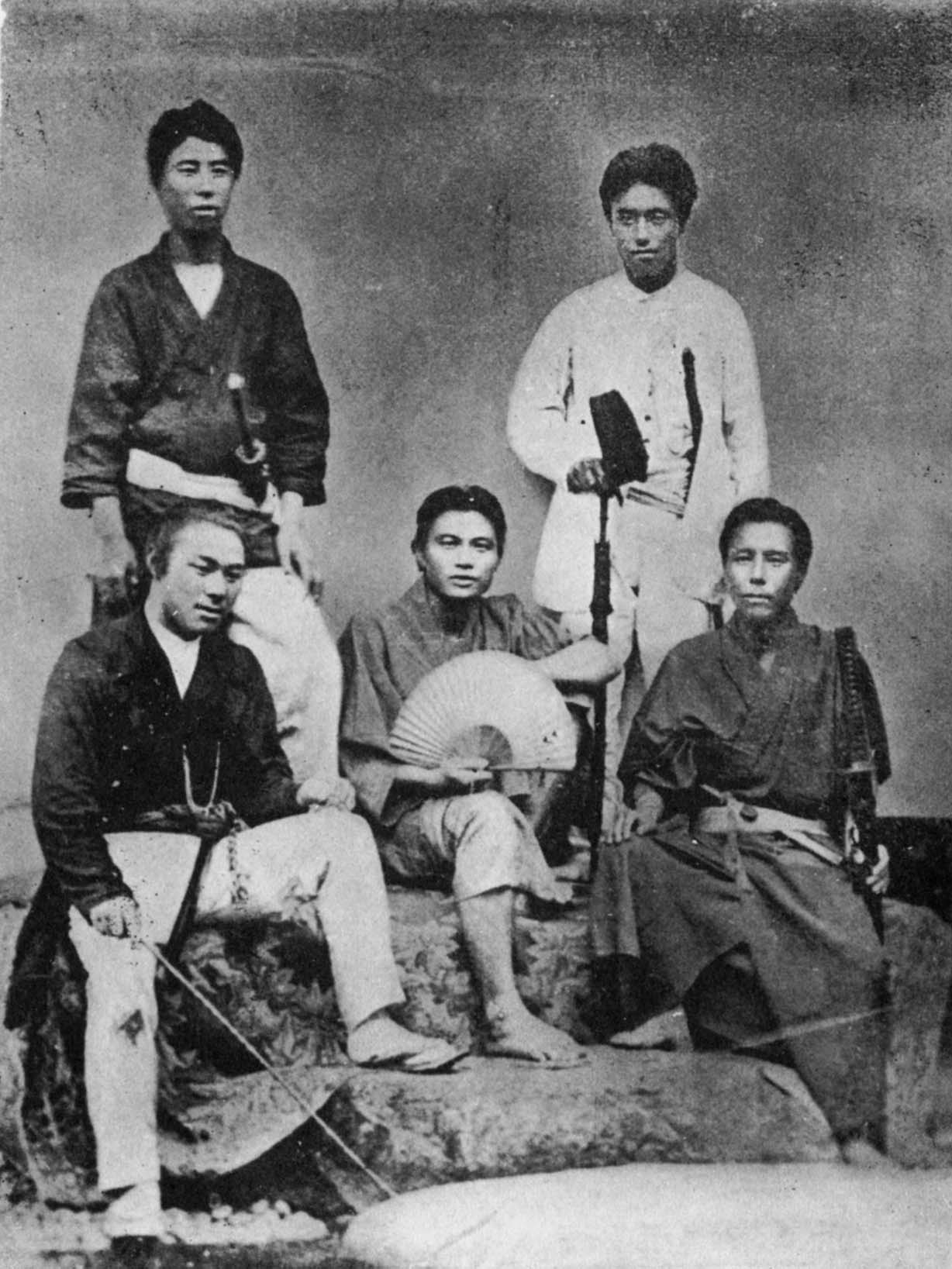
Les officiers du Kasuga, août 1869. Tōgō est debout, à droite.

En août 1863, sous les ordres de Machida Hisanari, un samouraï et homme d'État de l'ère Meiji, Tōgō connaît sa première expérience du feu à 15 ans pendant le bref conflit qui oppose son fief aux Anglais. Il s'agit du bombardement de Kagoshima par la Royal Navy afin de punir le daimyo de Satsuma pour le meurtre de Charles Lennox Richardson sur le Tōkaidō l'année précédente, les Japonais ayant refusé de payer une indemnité compensatoire.
L'année suivante, Satsuma crée sa propre marine, dans laquelle Tōgō et deux de ses frères s'engagent. En janvier 1868, pendant la guerre de Boshin, celui-ci est affecté sur le Kasuga, navire à vapeur propulsé par des aubes, qui participe à la bataille navale d'Awa, près d'Osaka, contre la flotte du bakufu, la première bataille navale japonaise entre deux flottes modernes.
Le conflit s'étendant vers le nord du Japon, Tōgō participe comme officier de troisième classe, toujours à bord du Kasuga, aux dernières batailles contre les restes des forces du shogun, celles de Miyako et Hakodate en 1869.

## Apprentissage au Royaume-Uni (1871-1878)

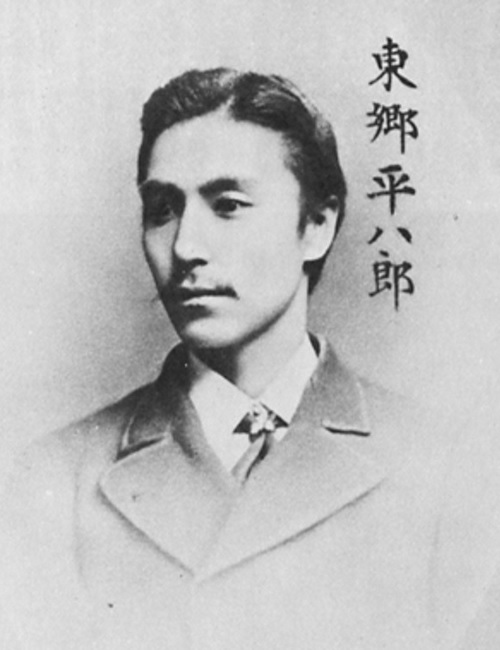
Tōgō pendant ses études en Europe, 1877

Pendant sept années, Tōgō étudie les sciences navales en Angleterre en tant qu'officier aspirant, de 1871 à 1878, avec seize (ou onze ?) autres compatriotes. Il visita Londres, à l'époque l'agglomération est la plus grande et la plus peuplée du monde. Autant de choses étranges aux yeux des Japonais : les tours en pierre, la "quantité d'immeubles et leur grandeur", "le mobilier d'une chambre européenne de base", les vitrines des bouchers, ils mirent quelque temps à s'habituer à une telle abondance de viande. Les Japonais furent ensuite séparés et envoyés dans différents gîtes anglais afin d'apprendre l'anglais ainsi que les us et coutumes. Tōgō fut ensuite envoyé à Plymouth, où il fut assigné comme aspirant au HMS Worcester, qui faisait partie de l'école d'entraînement naval de la Tamise, en 1872. Ses camarades anglais l'appelait "Johnny Chinaman", ne distinguant pas les différents peuples est-asiatiques. Le jeune samouraï n'appréciait guère, et plus d'une fois il en vint aux mains. Tōgō surprit ses camarades en finissant second de sa promotion.
En 1875, il effectua une circumnavigation du globe comme un marin ordinaire sur le bateau-école Hampshire. Il embarqua en février pour rester 70 jours en mer sans escale avant d'atteindre Melbourne, ne mangeant que de la viande salée et des biscuits. Il observa "les animaux étranges du continent austral". À son retour, il avait parcouru quelque cinquante mille kilomètres. À son retour également, il souffrit d'une maladie étrange affectant sa vision, mais un ophtalmologiste lui sauva sa vue. Il étudia durant ce temps les mathématiques à Cambridge (pas à l'université). Il partit à la Royal Naval Academy de Portsmouth et au Royal Navy College (en) de Greenwich.
Pendant son séjour, la Marine impériale japonaise commande trois bateaux de guerre en Angleterre. Tōgō profite de cette opportunité pour mettre en pratique son entraînement en supervisant la construction du Fusō aux chantiers navals des frères Samuda sur l'Île aux Chiens. Nouvellement promu au grade de lieutenant, il retourne finalement au Japon le 22 mai 1878 à bord d'un des nouveaux bateaux construits par les Anglais, le Hiei (en). Il fut absent lors de la rébellion de son fief de Satsuma, exprimant des regrets quant au destin de son ami Saigō Takamori.

## Guerre franco-chinoise (1884-1885)
De retour dans la Marine Impériale Japonaise, Tōgō reçut plusieurs commandements, d'abord comme capitaine du navire de combat Daini Teibo, et ensuite de l'Amagi. Durant la guerre franco-chinoise (1884-1885), Tōgō, à bord de l'Amagi, suivit de près les opérations de la Flotte française, commandée par l'amiral Courbet.
Tōgō observa aussi les combats terrestres des forces françaises contre les Chinois à Formose (Taïwan), sous le commandement de Joseph Joffre, futur commandant en chef des armées françaises pendant la Première Guerre mondiale.

## Guerre sino-japonaise (1894-1895)
En 1894, au début de la guerre sino-japonaise, Tōgō, qui commandait le croiseur Naniwa, coula le navire marchand britannique Kowshing, qui avait été affrêté par la Flotte de Beiyang pour convoyer des troupes. Cet incident faillit causer un conflit diplomatique entre le Japon et la Grande-Bretagne, mais les juristes britanniques reconnurent que cela était en totale conformité avec le droit international, ce qui rendit Tōgō célèbre pour sa maîtrise des débats impliquant les pays étrangers et les réglementations. Ce navire britannique emmenait des centaines de soldats chinois en Corée ; ces soldats se mutinèrent et s'emparèrent du navire sous la menace des vaisseaux japonais.
Plus tard, il prit part à la bataille du Yalu (17 septembre 1894) où le Naniwa était en dernière ligne de la ligne de bataille sous le commandement général de l'amiral Tsuboi Kōzō. Tōgō fut promu au grade de contre-amiral à la fin de la guerre, en 1895.
Après la guerre, la carrière de Tōgō connut un coup d'arrêt. Il dirigea successivement le Collège naval de la guerre japonais, le Collège naval de Sasebo et la flotte permanente.

## Guerre russo-japonaise (1904-1905)

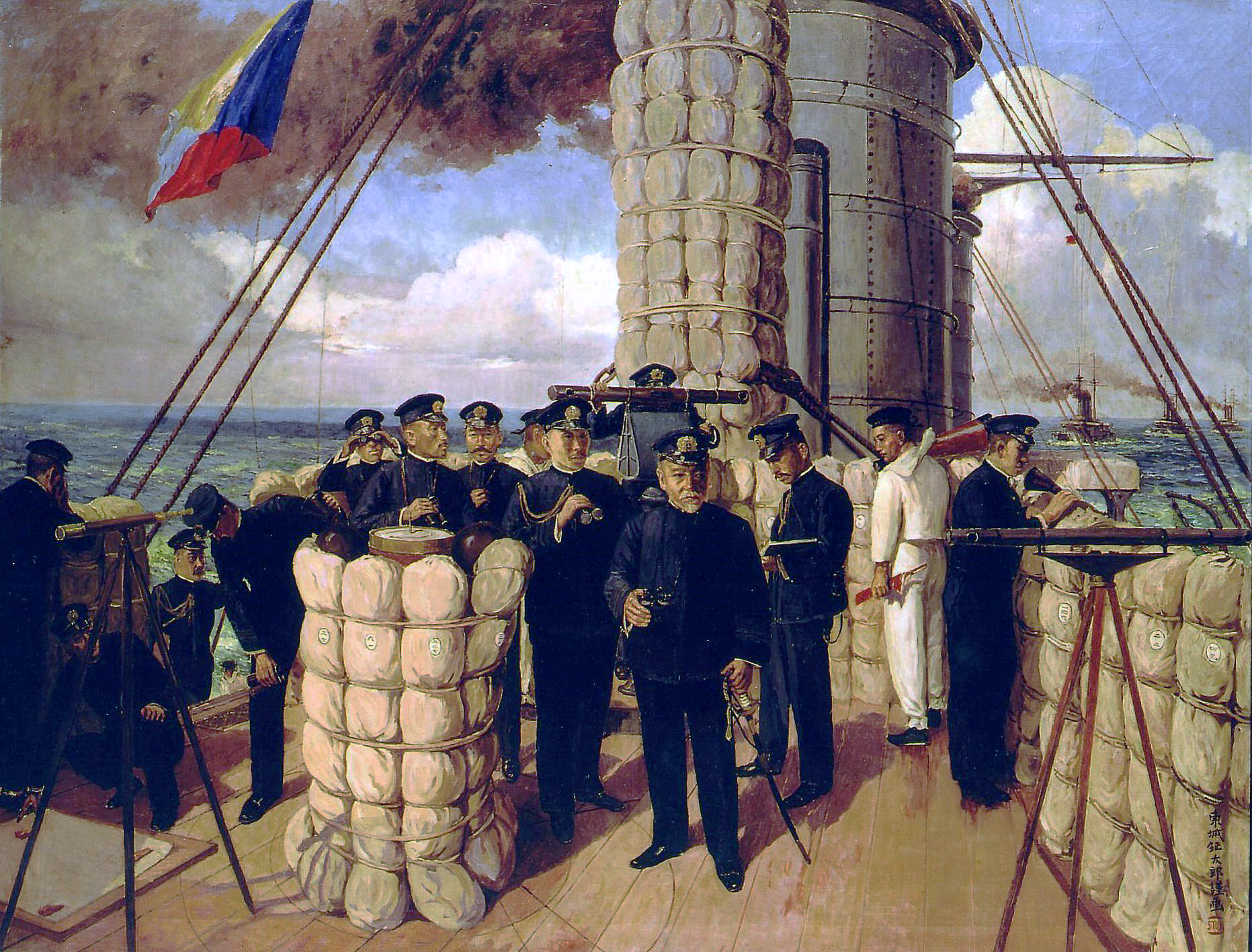
Peinture où figure l'amiral Tōgō Heihachirō lors de la battaille du pont Mikasa

En 1903, le ministre de la Marine Yamamoto Gonnohyōe nomma Tōgō commandant en chef de la Marine impériale japonaise. Cette décision stupéfia beaucoup de monde, y compris l'empereur Meiji qui en demanda la raison à Yamamoto. Celui-ci répondit à l'empereur : « Parce que Tōgō est un homme qui a de la chance ».
Durant la guerre russo-japonaise, Tōgō attaqua la flotte russe à la bataille de Port-Arthur en 1904, et détruisit la flotte de la Baltique en 1905 à la bataille de Tsushima, stupéfiant le monde entier par sa stratégie inédite. Cette bataille historique mit fin à la puissance russe en Extrême-Orient et est l'une des causes des soulèvements dans la marine russe en 1905 (notamment à Vladivostok ainsi que la mutinerie du cuirassé Potemkine), contribuant ainsi à la révolution russe de 1905.
Il y eut une enquête à propos du commandement naval de l'expédition russe, que Tōgō avait entièrement détruite ou capturée, sur les raisons de cette écrasante défaite. Le commandant de la flotte de la Baltique, l'amiral Zinovi Rojestvenski (qui fut gravement blessé durant la bataille) essaya de prendre l'entière responsabilité du désastre mais les autorités russes l'acquittèrent à l'issue de son procès. Toutefois, elles firent de l'amiral Nikolaï Ivanovitch Nebogatov, qui avait tenté de mettre le blâme sur le gouvernement, un bouc émissaire. Nebogatov fut reconnu coupable, condamné à dix ans d'emprisonnement dans une forteresse, mais fut libéré par le tsar deux ans plus tard.

## Après la guerre

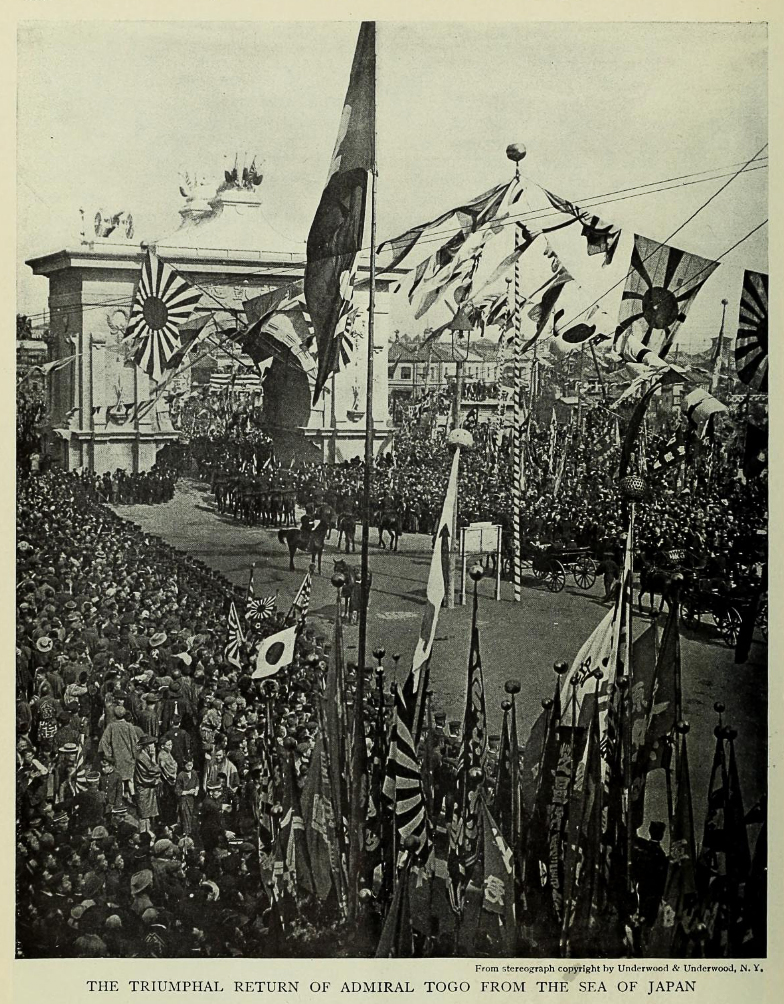
Le retour triomphal de l'amiral Togo de la mer du Japon (1907).

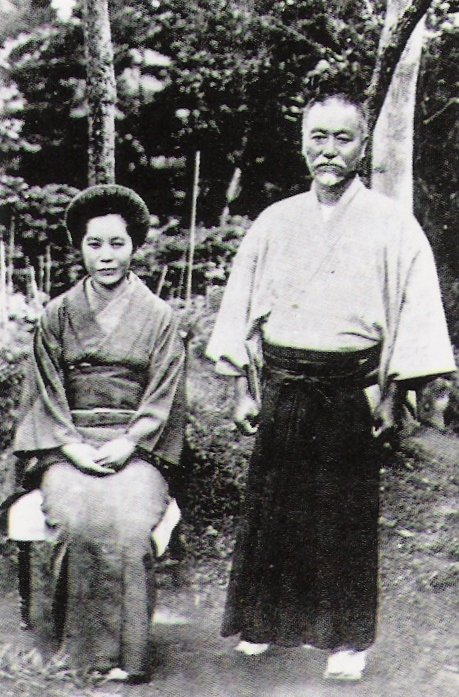
L'Amiral Tōgō et son épouse en 1913.

En 1906, Tōgō fut fait membre de l'ordre du Mérite britannique par le roi Édouard VII.
Plus tard, il dirigea le haut commandement de la marine impériale japonaise et reçut le titre de hakushaku (comte) du système de pairie du kazoku. Il fut également membre du Conseil de Guerre Suprême.
Le 21 avril 1913, il reçut le titre honorifique de gensui (équivalent d'amiral de France ou de maréchal).
De 1914 à 1924, Tōgō fut responsable de l'éducation du prince Hirohito, le futur empereur.
Il exprima publiquement son désintérêt pour une carrière politique. Il prit cependant clairement position contre le traité naval de Londres signé en 1930.
Tōgō fut nommé grand cordon de l'ordre du Chrysanthème en 1926, un honneur qui était jusque-là seulement détenu par le prince Hirohito et le prince Kotohito Kan'in. Son titre de comte fut élevé à celui de marquis la veille de sa mort.
Après sa mort, à l'âge de 86 ans, il eut droit à des funérailles nationales. Les marines de Grande-Bretagne, des États-Unis, des Pays-Bas, de France, d'Italie et de Chine envoyèrent toutes des navires participer à une parade maritime en son honneur dans la baie de Tokyo.
En 1940, un temple portant son nom, le Tōgō-jinja, fut construit à Harajuku, équivalent naval de celui érigé en l'honneur du général Maresuke Nogi. L'idée de l'élever au rang de kami de la religion shinto fut débattue avant sa mort et il s'y était fermement opposé. Il y a un autre temple portant son nom à Tsuyazaki. Plusieurs statues de lui existent au Japon, notamment une au temple Ontaku à Agano et une devant le mémorial du cuirassé Mikasa à Yokosuka.
Les fils et petit-fils de Tōgō servirent également dans la marine impériale japonaise. Son petit-fils périt au combat sur le croiseur Maya durant la bataille de Leyte en 1944.
En 1958, l'amiral Chester Nimitz, admirateur de Tōgō, aida à financer la restauration du Mikasa, qui fut le navire amiral de Tōgō durant la guerre russo-japonaise. En échange, des artisans japonais créèrent un jardin japonais, réplique de celui de l'amiral Tōgō dans la maison d'enfance de Nimitz, le Japanese Garden of Peace, faisant maintenant partie du National Museum of the Pacific War (anciennement connu sous le nom de Nimitz Museum) à Fredericksburg (Texas).

## Promotions de la carrière de Tōgō

### Grades
- Aspirant : 11 décembre 1870
- Enseigne de vaisseau de deuxième classe : 3 juillet 1878
- Enseigne de vaisseau de première classe : 27 décembre 1878
- Capitaine de corvette : 27 décembre 1879
- Capitaine de frégate : 20 juin 1885
- Capitaine de vaisseau : 10 juillet 1886
- Contre-amiral : 16 février 1895
- Vice-amiral : 14 mai 1898
- Amiral : 6 juin 1904
- Grand-Amiral : 21 avril 1913

### Titres
- Comte : 21 septembre 1907
- Marquis : 29 mai 1934